# Bom Princípio
Bom Princípio, amtlich portugiesisch Município de Bom Princípio, ist eine brasilianische Gemeinde im Bundesstaat Rio Grande do Sul. Im Jahr 2010 hatte sie 11.789 Einwohner. Die Bevölkerung wurde zum 1. Juli 2018 auf 13.846 Einwohner geschätzt.
Sie trägt den Städtespitznamen Land der Erdbeeren (portugiesisch Terra do moranguinho). Am 12. Mai 1982 wurde sie zu einem selbständigen Munizip erhoben. Die Entfernung zur Landeshauptstadt Porto Alegre beträgt 76 km.

## Persönlichkeiten
- Jacinto Inácio Flach (* 1952), Bischof von Criciúma
- Alfredo Vicente Kardinal Scherer (1903–1996), Erzbischof von Porto Alegre
- Rodolfo Luís Weber (* 1963), Erzbischof von Passo Fundo